# USS LST-280
O USS LST-280 foi um navio de guerra norte-americano da classe LST que operou durante a Segunda Guerra Mundial.